# Fort Hahneberg
Das Fort Hahneberg, am westlichen Rand Berlins gelegen, gilt als einer der letzten Festungsbauten nach preußischer Manier in Deutschland. Es wurde im Jahr 1888 nach sechsjähriger Bauzeit fertiggestellt und kann seit den späten 1990er Jahren besichtigt werden.

## Geschichte
Zum Schutz des Rüstungszentrums Spandau als Teil der Festung Spandau waren nach dem Deutsch-Französischen Krieg 1870/1871 vier Forts geplant, von denen aber nur eines realisiert wurde, da die Entwicklung der Artillerie, vor allem die Einführung der Brisanzgranate, diese Art von Befestigung inzwischen nutzlos gemacht hatte.
Die Ausschachtung des Hahnebergs (66 m ü. NHN) und das Versenken des Forts führten zu dem sechseckigen detachierten Werk mit einer Fläche von 450 m × 170 m. Es ist von außen kaum zu erkennen.

Teil eines Angriffs- und Verteidigungsverfahrens einer Fortfestung am Beispiel des Forts Hahneberg

Nach seiner Fertigstellung diente die Anlage bis 1945 unter anderem als Kaserne und Zentralarchiv für Wehrmedizin, wurde also vorwiegend militärisch genutzt. Während des Buchrucker-Putsches am 1. Oktober 1923 ist das Fort zusammen mit der Spandauer Zitadelle für kurze Zeit von Putschisten besetzt worden, die sich regulären Reichswehreinheiten ergeben mussten. Von 1924 bis 1934 nutzte der Flugtechnische Verein Spandau 1924 e. V. einige Bauwerke des Forts, um dort Segelflugzeuge zu bauen.
Nach dem Ende des Zweiten Weltkriegs wurden Teile der aus Ziegelsteinen errichteten Mauern und Bauwerke als Baumaterial für den Wiederaufbau Berlins herausgebrochen und abtransportiert. Auf dem Gelände wurde dagegen Trümmerschutt, später auch Bauschutt, deponiert. Damit erhöhte sich der namensgebende Berg bis auf 87 m.
Bis zum Mauerfall im Jahr 1989 befand sich das Fort im Bereich der Sperranlagen der Grenzübergangsstelle Heerstraße und ist erst seit 1990 der Öffentlichkeit wieder zugänglich. Seit 1993 wird es von der Arbeits- und Schutzgemeinschaft Fort Hahneberg e. V. (ASG Fort Hahneberg) betreut und in ehrenamtlicher Arbeit stückweise saniert.
Für den Film Inglourious Basterds des US-amerikanischen Regisseurs Quentin Tarantino diente die Anlage für einige Szenen als Kulisse.

## Naturschutz

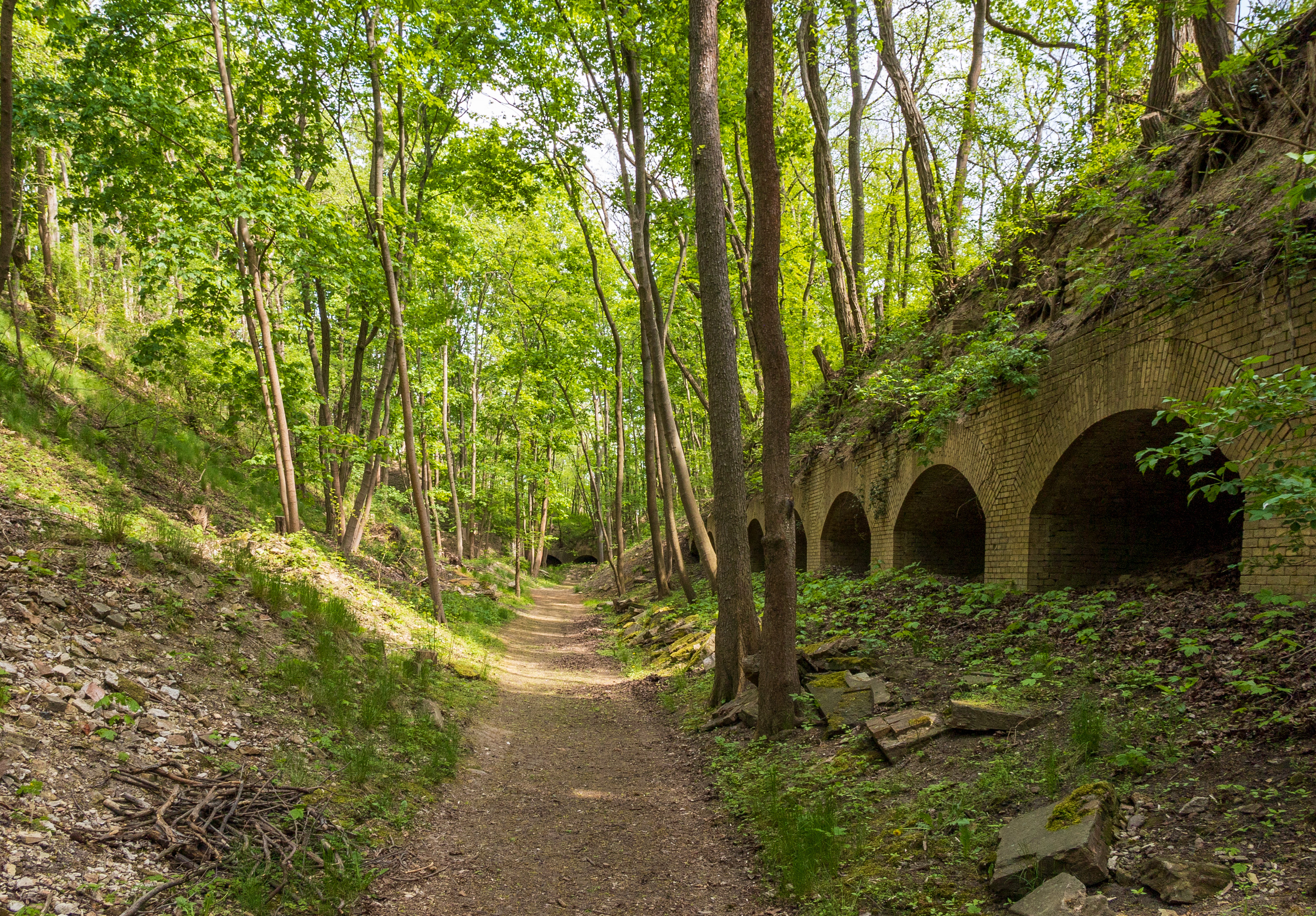
Blick in den linken Spitzgraben, Mai 2022

Das Fort ist ein wichtiges Fledermausquartier. 2009 wurden die Gebäude und die Umgebung des Forts als Naturschutzgebiet und als Fauna-Flora-Habitat ausgewiesen, da hier neben anderen Fledermausarten Große Mausohren ihr Winterquartier und ihren Sommeraufenthalt haben. Außerdem gelten der sich auf den angrenzenden Flächen entwickelte Trocken- und Halbtrockenrasen sowie der im Graben entstehende Schluchtwald als besonders schützenswert. Der Betreiberverein veranstaltet regelmäßig Natur- und Fledermausführungen auf dem Fortgelände und beteiligt sich ebenfalls an dem jährlichen Tag des offenen Denkmals und an einem von Deutschland und Frankreich organisierten Tag der Forts.